# Стара-Домброва (гмина)
Стара-Домброва (пол. Stara Dąbrowa) — сельская гмина (волость) в Польше, входит как административная единица в Старгардский повет, Западно-Поморское воеводство. Население — 3580 человек (на 2008 год).

## Соседние гмины
1. Гмина Машево
2. Гмина Маряново
3. Гмина Старгард-Щециньски
4. Гмина Хоцивель
5. Повет-голенёвски
6. Повет-старгардзки